# Еърбъс A321
Еърбъс А321 е пътнически самолет за средно дълги разстояния на европейския самолетостроителен концерн Еърбъс. В действителност моделът представлява удължена версия на широко известния Еърбъс А320. Промените в сравнение с А320 са увеличение на пътническите места и площта на крилата, както и подсилване на колесниците за приземяване.
Много авиокомпании предпочитат този модел пред американския му конкурент Боинг 757, основно заради принадлежността на модела към фамилията А320, която позволява на всеки пилот на който и да е А320 или А319 да управлява и А321 само след няколко часово допълнително обучение на пилота. Тъй като в Западна Европа и САЩ обучението на един пилот за управление на нов модел самолет струва между 50 000 и 80 000 евро и отнема около година и половина (през която пилота е безполезен за авиокомпанията), този кратък допълнителен курс се счита за едно от предимствата на модела пред еквивалентите му от Боинг.
Самолетът може да превозва над 200 пътници в икономична и 186 в двукласова конфигурация, като максималната дължина на полета е 5500 километра.
|  | Уикипедия разполага с Портал:Авиация |